# Жилисбаев, Бекен Бекенович
Бекен Бекенович Жилисбаев (каз. Бекен Бәкенұлы Жылысбаев; 9 мая 1923, село Бирбет (Горное), Чубартауский район, Семипалатинская губерния, Киргизская АССР, РСФСР, СССР — 23 декабря 2015, Алма-Ата) — советский и казахстанский певец (тенор). Народный артист Казахской ССР (1977).

## Биография
Происходит из рода жастабан племени абак керей. Родился в крестьянской семье. Принимал участие в Великой Отечественной войне. В 1951 году окончил Алма-Атинскую консерваторию. В годы учёбы был солистом Казахского радио и Казахской государственной филармонии имени Джамбула. Выступал как солист с концертами, преподавал в консерватории. С 1957 года заведовал кафедрой сольного пения. С 1973 года — профессор Алма-Атинской консерватории.
В 1957 году избран депутатом Алма-Атинского городского Совета народных депутатов. Член КПСС с 1963 года.

## Награды и звания
- Медаль «Шестьдесят лет Победы в Великой Отечественной войне 1941–1945 гг.» (2005)
- Орден «Отан» (2004)
- Медаль «70 лет Вооружённых Сил СССР» (1988)
- Медаль «Сорок лет Победы в Великой Отечественной войне 1941–1945 гг.» (1985)
- Медаль «60 лет Вооружённых Сил СССР» (1978)
- Народный артист Казахской ССР (1977)
- Медаль «Тридцать лет Победы в Великой Отечественной войне 1941–1945 гг.» (1975)
- Медаль «50 лет Вооружённых Сил СССР» (1967)
- Медаль «Двадцать лет Победы в Великой Отечественной войне 1941–1945 гг.» (1965)
- Орден «Знак Почёта» (3 января 1959) — за выдающиеся заслуги в развитии казахского искусства и литературы и в связи с декадой казахского искусства и литературы в гор. Москве
- Заслуженный артиста Казахской ССР (1955)
- Медаль «Десять лет Победы в Великой Отечественной войне 1941–1945 гг.» (1955)
- Орден «Знак Почёта» (1948)
- Орден Отечественной Войны
- Орден Отечественной Войны
- Орден Ленина

## Семья
- Жена — Омирбаева Нурипа (1929—2003), библиотекарь Казахского женского педагогического института.
- Дети: Жилисбаев Максат Бекенович (1950—1990), Жилисбаев Бекзат Бекенович (1953—2004), Жилисбаева Ардак Бекеновна (род. 1954), Жилисбаева Аида Бекеновна (род. 1962).